# Gemeinderatswahlen in Niederösterreich 1995
Die Gemeinderatswahlen in Niederösterreich 1995 fanden am 19. März 1995 statt. Die nachfolgenden Gemeinderatswahlen in Niederösterreich 2000 fanden am 2. April 2000 statt.

## Ergebnis
|          | %-Punkte | %-Punkte | %-Punkte  | Mandate | Mandate | Stimmen | Stimmen |
| Parteien | 1995     | 1990     | Differenz | 1995    | 1990    | 1995    | 1990    |
| -------- | -------- | -------- | --------- | ------- | ------- | ------- | ------- |
|          | 47,34    | 51,01    | −3,67     | 6.288   | 6.662   | 445.661 | 477.619 |
|          | 33,86    | 37,39    | −3,53     | 3.709   | 4.004   | 318.781 | 350.116 |
|          | 8,22     | 4,96     | +3,26     | 706     | 375     | 77.406  | 46.464  |
|          | 2,04     | 1,46     | +0,58     | 113     | 72      | 19.215  | 13.645  |
| Sonstige | 8,53     | 5,17     | +3,36     | 729     | 432     | 80.288  | 48.431  |
| Quelle:  |          |          |           |         |         |         |         |